# Mexcala torquata
Mexcala torquata là một loài nhện trong họ Salticidae.
Loài này thuộc chi Mexcala. Mexcala torquata được Wanda Wesołowska miêu tả năm 2009.